# Sexe et Dépendances
Sexe et dépendances ou Off Centre, appartement 6D (Off Centre) est une série télévisée américaine en 30 épisodes de 22 minutes, créée par Chris et Paul Weitz et dont seulement 28 épisodes ont été diffusés entre le 14 octobre 2001 et le 31 octobre 2002 sur le réseau The WB.
En France, la série a été diffusée entre le 2 septembre 2002 et le 19 mars 2003 sur MCM et rediffusée sur Europe 2 TV, devenue Virgin 17.

## Synopsis
Cette sitcom met en scène deux amis (un Anglais et un Américain), très différents, qui partagent un appartement à New York ainsi qu'un de leurs amis, Chau, le sympathique tenancier d'un restaurant vietnamien.

## Distribution
- Eddie Kaye Thomas (VF : Vincent Barazzoni) : Mike Platt
- Sean Maguire (VF : Didier Cherbuy) : Euan Pearce
- Lauren Stamile (VF : Véronique Desmadryl) : Liz Lombardi
- John Cho (VF : Fabrice Trojani) : Chau Presley
- Jason George (VF : Sidney Kotto) : Nathan « Status Quo »
- Eugene Levy : Dr Barry Wasserman « Pipi Doc »

## Personnages
- Mike Platt : Mike est un timide au grand cœur. Il est dingue de sa petite amie (plus ou moins suivant les épisodes) Liz mais leur relation a quelques ratés. Mike envie d'ailleurs son séduisant colocataire qui a une vie professionnelle florissante et une vie sexuelle des plus mouvementées.

- Euan Pearce : Euan est un hyper-actif sexuel. Son physique aidant, il ramène sans arrêt des femmes (souvent plusieurs à la fois d'ailleurs) dans l'appartement. Il a un humour so-british, contrairement à Mike l'américain. Ceci peut nous amener à les comparer avec les héros de la série télévisée Amicalement vôtre.

- Nathan « Status Quo » : « Status Quo » est un rappeur difficile à cerner au vu des paroles de ses chansons. Il fait des apparitions dans les épisodes, souvent accompagné de nombreuses femmes et toujours prêt à faire la fête.

- Liz : Liz est la petite amie de Mike. Elle lui ressemble au niveau du caractère mais on apprendra des choses plus torrides au fil des épisodes.

- Chau Presley : Chau est Vietnamien, c'est le personnage le plus décalé de la série et il squatte l'appartement de Mike et Euan. Il travaille dans un restaurant vietnamien près de l'appartement. Son inaptitude à draguer les filles ne l'empêche pas d'imaginer des scénarios incongrus pour les courtiser. Considéré par beaucoup de fans comme le meilleur personnage de la série, il va  accidentellement mettre le feu à l'appartement de Mike, parier illégalement de l'argent sur des combats de coq ou encore sortir avec une SDF.

- Dr Barry Wasserman « Pipi Doc » : Docteur Barry Wasserman apparaît dans "Tout ça pour ça" et "Hommes à lunettes..." Joué par Eugene Levy, Wasserman est un urologue qui a inexplicablement un grand succès auprès des femmes. Consacré entièrement à son travail, il appelle sa voiture "la Penismobile" (On peut lire sur sa plaque d'immatriculation "PPDOC") ce qui lui vaut dans la série le surnom de « Pipi Doc ». Il se prétend être l'urologue personnel de P.Diddy, Bruce Springsteen et Bob Dylan, ce qui le rend irrésistible auprès des femmes. Il fait fréquemment des plaisanteries à propos de sa défunte femme mais personne ne trouve cela drôle mis à part lui.

## Épisodes

### Première saison (2001-2002)
1. Mike et Euan (Let’s Meet Mike and Euan)
2. Une intrusion contagieuse (Feeling Shellfish)
3. Un trait de génie (A Stroke of Genius)
4. La Confiance (Trust Me or Don’t Trust Me)
5. Le Grand Amour (Euan’s Brush With Love)
6. Deux filles, un gars (A Cute Triangle) dans le restaurant de Chau on peut voir une affiche de American Pie en référence aux acteurs Eddie Kaye Thomas et John Cho
7. Les Déjantés (Swing Time)
8. L'Argent des vacances (Money or Brother Can You Spare a Ski Trip)
9. Le Record (Marathon Man)
10. Soyons fou ! (Guy Gone Wild)
11. Le Bon, la Brute et le Fainéant (The Good, the Bad and the Lazy) on peut voir l'acteur Jason Biggs.
12. Y'a de l'orage (Gas Crisis)
13. Chau joue avec le feu (Why Chau Lives Alone)
14. Star à tout prix (Mission Im-posse-ble) avec comme invité Dustin Diamond.
15. Les Chauproject (Faking the Band)
16. Dialogue de sourds (Hear No Evil, See No Package)
17. Que le meilleur gagne (The Backup)
18. Mike, Liz, Chau et Jordan (Mike & Liz & Chau & Jordan) avec l'actrice Tanya Roberts
19. L'amour a ses raisons (Addicted To Love)avec l'actrice Shannon Elizabeth dans le rôle de Dawn.
20. Tout ça pour ça (The Unkindest Cut) avec l'acteur Eugene Levy
21. Je suis à la télé (Diddler on the Roof)

### Deuxième saison (2002)
1. Rupture douloureuse (Love is a Pain in the Ass)
2. Combat de coqs (Cockfight)
3. Problème de transit (Unflushable) avec Carmen Electra dans son propre rôle
4. Hommes à lunettes… (P.P. Doc II : The Examination Continues)
5. La Première Fois (The Deflower Half Hour) avec l'acteur Andrew McFarlane
6. De vrais potes (The Guys' Guys)
7. La Petite Boîte en carton du coin de la rue (Little House On The Bowery)